# Augusta di Baden-Baden
Augusta di Baden-Baden (Auguste Marie Johanna; Aschaffenburg, 10 novembre 1704 – Parigi, 8 agosto 1726) nata principessa di Baden-Baden fu poi Duchessa d'Orléans per matrimonio con Luigi di Borbone, duca d'Orléans. Suo marito era un nipote di Luigi XIV di Francia, ex nemico di suo padre. Nota in Francia come Auguste de Bade, morì di parto. Ella è un'antenata di Luigi Filippo I e di vari membri delle famiglie reali d'Europa, come quella spagnola e italiana, nonché dell'attuale Granduca di Lussemburgo.

## Biografia

### Infanzia
Augusta nacque a Aschaffenburg come nona figlia del comandante dell'esercito imperiale Luigi Guglielmo, Margravio di Baden-Baden, e di sua moglie Sibilla di Sassonia-Lauenburg, che era di vent'anni più giovane di suo marito. Dopo la morte di suo padre nel 1707, sua madre Sibilla diventò reggente del Margraviato per il fratello di Augusta Luigi Giorgio.
Sua madre fu una grande mecenate delle arti, rendendo Baden-Baden un centro di cultura architettonica. Durante gli anni della Reggenza (1707–1727) Sibilla ordinò la costruzione di circa quattro palazzi di stato, nonché di due chiese. Augusta vide la costruzione dello Schloss Favorite a Rastatt.
Sua zia Anna Maria Francesca di Sassonia-Lauenburg fu la Granduchessa di Toscana come moglie di Gian Gastone de' Medici, lontano cugino di suo marito. Anche l'italiano di nascita Principe di Carignano era un lontano cugino. Augusta era la minore di nove figli e fu l'unica femmina a sopravvivere oltre i sette anni. Aveva un fratello maggiore, Luigi Giorgio (1702–1761) the futuro Margravio di Baden-Baden ed uno minore, Augusto Giorgio che fu Margravio di Baden-Baden dal 1761 al 1771 succedendo a suo fratello.

### Matrimonio
Augusta sposò il 13 luglio 1724 Luigi di Borbone, duca d'Orléans, un nipote di re Luigi XIV di Francia. Scelta, tra le altre cose, per la sua fede cattolica, ella portò agli Orléans una dote relativamente contenuta di 80 000 livre. Alla corte di Versailles era conosciuta come Jeanne de Bade.
Il suo matrimonio con il Primo Principe del Sangue permisero ad Augusta di utilizzare il titolo di Madame la Princesse e quindi la resero una delle dame più importanti alla corte del giovane re Luigi XV, assieme alla suocera, Francesca Maria di Borbone-Francia, duchessa madre d'Orléans. Nel 1725 Luigi XV sposò Maria Leszczyńska, dando quindi alla Francia una regina dopo un periodo di assenza di circa cinquant'anni, contribuendo così a retrocedere Augusta di un passo dietro la nuova sovrana, in termini di rango ed etichetta.
Augusta Maria Giovanna ed il marito vivevano nel castello di Saint-Cloud, una delle residenze degli Orléans, ma avevano anche degli appartamenti nella Reggia di Versailles, dove nacque il loro figlio Luigi Filippo nel 1725.
Augusta morì l'8 agosto 1726 all'età di ventidue anni, tre giorni dopo aver dato alla luce la figlia Luisa Maria al Palais-Royal, la sua residenza parigina. Nonostante la brevità della loro unione, molti contemporanei affermarono che la coppia ducale era ben assortita e che Augusta e Luigi si erano innamorati a prima vista, tanto che, dopo essere rimasto vedovo, Luigi d'Orléans entrò in un lungo periodo di lutto.

## Discendenza
Dal matrimonio con Luigi di Borbone, duca d'Orléans, nacquero due figli:
- Luigi Filippo (12 maggio 1725 – 18 novembre 1785), nominato Duca di Chartres alla nascita e succeduto al padre nel titolo di Duca di Orléans nel 1752; sposò Luisa Enrichetta di Borbone-Conti nel 1743 ed ebbe discendenza;
- Luisa Maria (5 agosto 1726 – 14 maggio 1728), nominata alla nascita Mademoiselle d'Orléans.

## Titoli nobiliari
- 10 novembre 1704 - 13 luglio 1724: Sua Altezza Serenissima Principessa Augusta di Baden-Baden, Margravia di Baden-Baden
- 13 luglio 1724 – 8 agosto 1726: Sua Altezza Serenissima la Duchessa d'Orléans
  - Madame la Princesse in quanto moglie del Primo Principe del Sangue

## Ascendenza
|                                        |                                     |                                           | Genitori                                   |  |  | Nonni |  |  | Bisnonni                 |  |  | Trisnonni                        |  |
|                                        |                                     |                                           |                                            |  |  |       |  |  | Guglielmo di Baden-Baden |  |  | Edoardo Fortunato di Baden-Baden |  |
|                                        |                                     |                                           |                                            |  |  |       |  |  | Guglielmo di Baden-Baden |  |  | Edoardo Fortunato di Baden-Baden |  |
|                                        |                                     | Maria van Eicken                          |                                            |  |  |       |  |  | Guglielmo di Baden-Baden |  |  |                                  |  |
| Ferdinando Massimiliano di Baden-Baden |                                     |                                           |                                            |  |  |       |  |  | Guglielmo di Baden-Baden |  |  |                                  |  |
|                                        |                                     | Caterina Ursula di Hohenzollern–Hechingen | Giovanni Giorgio di Hohenzollern-Hechingen |  |  |       |  |  |                          |  |  |                                  |  |
|                                        |                                     | Caterina Ursula di Hohenzollern–Hechingen | Giovanni Giorgio di Hohenzollern-Hechingen |  |  |       |  |  |                          |  |  |                                  |  |
|                                        |                                     | Caterina Ursula di Hohenzollern–Hechingen | Francesca di Salm-Dhaun                    |  |  |       |  |  |                          |  |  |                                  |  |
| Luigi Guglielmo di Baden-Baden         |                                     | Caterina Ursula di Hohenzollern–Hechingen |                                            |  |  |       |  |  |                          |  |  |                                  |  |
|                                        |                                     | Tommaso Francesco di Savoia               | Carlo Emanuele I di Savoia                 |  |  |       |  |  |                          |  |  |                                  |  |
|                                        |                                     | Tommaso Francesco di Savoia               | Carlo Emanuele I di Savoia                 |  |  |       |  |  |                          |  |  |                                  |  |
|                                        |                                     | Tommaso Francesco di Savoia               | Caterina Michela d'Asburgo                 |  |  |       |  |  |                          |  |  |                                  |  |
| Luisa Cristina di Savoia-Carignano     |                                     | Tommaso Francesco di Savoia               |                                            |  |  |       |  |  |                          |  |  |                                  |  |
|                                        |                                     | Maria di Borbone-Soissons                 | Carlo di Borbone-Soissons                  |  |  |       |  |  |                          |  |  |                                  |  |
|                                        |                                     | Maria di Borbone-Soissons                 | Carlo di Borbone-Soissons                  |  |  |       |  |  |                          |  |  |                                  |  |
|                                        |                                     | Maria di Borbone-Soissons                 | Anna di Montafià                           |  |  |       |  |  |                          |  |  |                                  |  |
| Augusta di Baden-Baden                 |                                     | Maria di Borbone-Soissons                 |                                            |  |  |       |  |  |                          |  |  |                                  |  |
|                                        | Giulio Enrico di Sassonia-Lauenburg | Francesco II di Sassonia-Lauenburg        |                                            |  |  |       |  |  |                          |  |  |                                  |  |
|                                        | Giulio Enrico di Sassonia-Lauenburg | Francesco II di Sassonia-Lauenburg        |                                            |  |  |       |  |  |                          |  |  |                                  |  |
|                                        | Giulio Enrico di Sassonia-Lauenburg | Maria di Brunswick-Wolfenbüttel           |                                            |  |  |       |  |  |                          |  |  |                                  |  |
| Giulio Francesco di Sassonia-Lauenburg | Giulio Enrico di Sassonia-Lauenburg |                                           |                                            |  |  |       |  |  |                          |  |  |                                  |  |
|                                        |                                     | Anna Maddalena di Lobkowicz               | Guglielmo Popel von Lobkowitz              |  |  |       |  |  |                          |  |  |                                  |  |
|                                        |                                     | Anna Maddalena di Lobkowicz               | Guglielmo Popel von Lobkowitz              |  |  |       |  |  |                          |  |  |                                  |  |
|                                        |                                     | Anna Maddalena di Lobkowicz               |                                            |  |  |       |  |  |                          |  |  |                                  |  |
| Sibilla Augusta di Sassonia-Lauenburg  |                                     | Anna Maddalena di Lobkowicz               |                                            |  |  |       |  |  |                          |  |  |                                  |  |
|                                        |                                     | Cristiano Augusto del Palatinato-Sulzbach | Augusto del Palatinato-Neuburg             |  |  |       |  |  |                          |  |  |                                  |  |
|                                        |                                     | Cristiano Augusto del Palatinato-Sulzbach | Augusto del Palatinato-Neuburg             |  |  |       |  |  |                          |  |  |                                  |  |
|                                        |                                     | Cristiano Augusto del Palatinato-Sulzbach | Edvige di Holstein-Gottorp                 |  |  |       |  |  |                          |  |  |                                  |  |
| Edvige del Palatinato-Sulzbach         |                                     | Cristiano Augusto del Palatinato-Sulzbach |                                            |  |  |       |  |  |                          |  |  |                                  |  |
|                                        |                                     | Amalia di Nassau-Siegen                   | Giovanni VII di Nassau-Siegen              |  |  |       |  |  |                          |  |  |                                  |  |
|                                        |                                     | Amalia di Nassau-Siegen                   | Giovanni VII di Nassau-Siegen              |  |  |       |  |  |                          |  |  |                                  |  |
|                                        |                                     | Amalia di Nassau-Siegen                   | Margherita di Holstein-Sonderburg-Plön     |  |  |       |  |  |                          |  |  |                                  |  |
|                                        |                                     | Amalia di Nassau-Siegen                   |                                            |  |  |       |  |  |                          |  |  |                                  |  |